# MOLLE

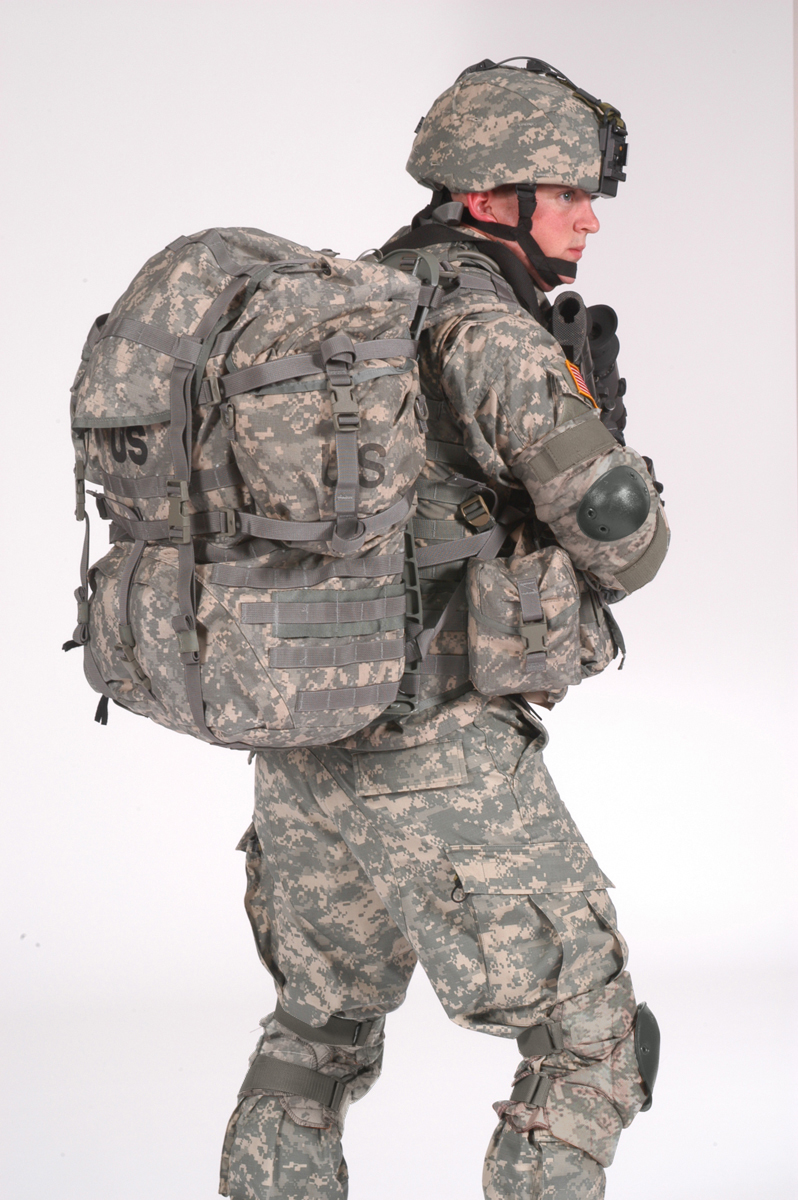
MOLLE system U.S. Army in Universal Camouflage Pattern

模块化轻量化承载设备 （英語：Modular lightweight load-carrying equipment, MOLLE），用于定义当前许多北约武装部队的承载设备，尤其是英国陆军和美国陆军使用的一代承重设备和背包。
该系统的模块化源于使用梯形模块化口袋系统 (英語：Pouch Attachment Ladder System, PALS) 织带类系统，而且将成排的重工业级尼龙缝合到背心上，以允许兼容更多的口袋和配件。 事实上，这种系统已成为模块化战术装备的标准，取代了最早的模块化背心系统中使用的通用轻型个人携带设备 (ALICE) 系统。（仍然许多警察部门仍在使用 A.L.I.C.E 系统）

## 内容

### 战术突击模块
战术突击模块（英語：Tactical Assault Panel）取代了战斗负载载体（英語：Fighting Load Carrier）。 它是一种类似围兜的弹挂装备，可以单独使用，也可以安装在 改进外战术背心（IOTV）或士兵防弹板载体系统上（SPCS)。 TAP 覆盖有 PALS 织带和最多可存放八个步枪弹匣（六个 5.56 弹匣 + 两个 7.62 NATO 弹匣或八个 5.56 弹匣）。

### 突击背包
突击背包具有 2000 立方英寸 (32L) 存储空间的背包。

### 中型帆布背包
MOLLE中型帆布背包是带有外部框架的帆布背包，具有 3000 立方英寸 (50L) 的存储空间。 它设计用于穿在防弹衣上，并支持高达 60 磅的负载。 它有一个大型主隔间，内部隔板用于存放水袋系统、60 毫米迫击炮弹，以及用于 ASIP 无线电的线束等。 两个较小的隔间位于主隔间之外。 该包饰有 PALS 织带。

### 大型帆布背包
MOLLE大型帆布背包是带有外部框架的大型远程帆布背包，具有 4000 立方英寸 (65L) 的存储空间。 它具有一个大型主隔间，上下半部之间有被内部分隔，用于组织负载。 它覆盖着 PALS 织带和侧面的 ALICE 织带，以支持旧物品，例如 水壶包。 它可以由自己的喜好，负载分布和舒适而高度调整。

### 水袋
塑料 3.0 升（100 美制液量盎司）水袋，可补充 0.95 升（1 美制夸脱）和 4.7 升（5 美制夸脱）水壶，用于随时随地补充水分。

### 模块化口袋
各种实用的模块化口袋和工具都可以连接到任何 PALS 织带存在的地方。 一种是“维持袋”，可容纳三个 MRE。  各种 MOLLE 袋通常用于携带弹药、防毒面具、警棍、照明弹、手榴弹、手铐和胡椒喷雾，定制袋包括与 PALS 兼容的手枪套、水袋和工具袋。 这些袋子通常通过使用带子、A.L.I.C.E 夹或快速夹来进行固定。

## MOLLE & PALS 系统

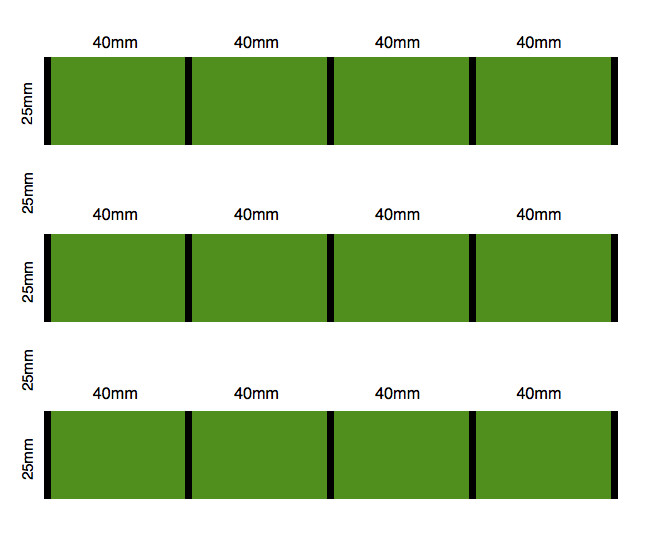
Pattern for PALS grids of webbing, which are based on 1 in wide webbing with 1.5 in spacing between each sewing point.

MOLLE 一词在技术上仅用于描述由 Specialty Defense Systems（SDS） 制造的特定系统，但也可随意互换的使用此用句，泛指使用编织 PALS（梯形模块化口袋系统）织带进行模块化口袋附件的所有承重系统和子系统（虽然 PALS 是 Natick Labs 专有的，但大多数人可以互换使用 MOLLE 和 PALS）。还开发了基于 MOLLE 附件方法的衍生产品（例如 Tactical Tailor MALICE 夹子系统）。 任何使用模块化连接方法并可与美国通用问题 MOLLE 组件一起使用的系统通常被认为是“MOLLE 兼容”或称为“MOLLE”系统。 越来越多的非军事制造商将 PALS 整合到户外设备中。
MOLLE 有三种模式； “Natick Snap”，它使用聚乙烯加固织带和的 “请摁此处（‘pushthedot’)” 的按扣以确保安全；由 Tactical Tailor 开发的聚合物“Malice”夹子，作为 Natick Snap 概念的替代品，它像 Natick Snap 一样交织在一起，但终止于需要螺丝刀或其他平头物体才能脱离的半永久性闭合； 以及属于“Weave & Tuck”类别的各种附件，其中交织带的末端在连接到背心或背包后塞入物品的背衬（Paraclete 的 SofStrap 和 Spec Ops Brand 的混合附件）。
PALS 的织带网由水平排列的 25（1 英寸）织带组成，间隔 25 毫米，并以 40（1.5 英寸）的间隔连接到背衬上。 虽然规格是针脚间距为 38（1.5 英寸），但实际上可以接受 35－40（1.4－1.6 英寸）范围内的针脚。

## 改进与批评
MOLLE 系统于 1997 年推出。然而，直到 2001 年 9 月 11 日袭击之后，它才被广泛使用，并被在阿富汗和伊拉克服役的美军使用。 对 MOLLE 系统的早期批评出现了，尤其是来自美国陆军。 其中许多批评都集中在维持负载包和框架上，因为外部塑料框架太脆弱并且在行动中很容易断裂（因为已经减轻了框架），拉链在背包塞满时容易爆裂，并且背包的肩带长度不足，无法与笨重的防弹衣搭配使用。 该系统的第一代在框架和背包带（本身形成了 MOLLE 背心的腰带）之间使用了球窝接头。 这种方法导致许多使用者下背部受伤，因为球（安装在框架上）错过了腰带上的插座并伤害了用户的身体。 随后对 SDS MOLLE 的重新设计导致删除了此功能，因此背心 (FLC) 和 背包/框架 是单独的非整体项目。